# Lene Ahrenfeldt
Lene Ahrenfeldt (nacida Lene Kristensen, 14 de julio de 1970) es una deportista danesa que compitió en tiro con arco, en la modalidad de arco compuesto. Ganó dos medallas en el Campeonato Europeo de Tiro con Arco en Sala, bronce en 1996 y plata en 2000.

## Palmarés internacional
| Campeonato Europeo en Sala | Campeonato Europeo en Sala | Campeonato Europeo en Sala | Campeonato Europeo en Sala |
| Año                        | Lugar                      | Medalla                    | Prueba                     |
| -------------------------- | -------------------------- | -------------------------- | -------------------------- |
| 1996                       | Mol (Bélgica)              | Medalla de bronce          | Equipo                     |
| 2000                       | Spała (Polonia)            | Medalla de plata           | Equipo                     |